# بیا، بیا ببینیم
بیا، بیا ببینیم (به هندی: Aa Dekhen Zara) فیلمی محصول سال ۲۰۰۹ و به کارگردانی جهانگیر سورتی است. در این فیلم بازیگرانی همچون بیپاشا باسو، نیل نیتین موکش، راهول دو، سوفی چوداری ایفای نقش کرده‌اند.